# Hans-Busso von Busse

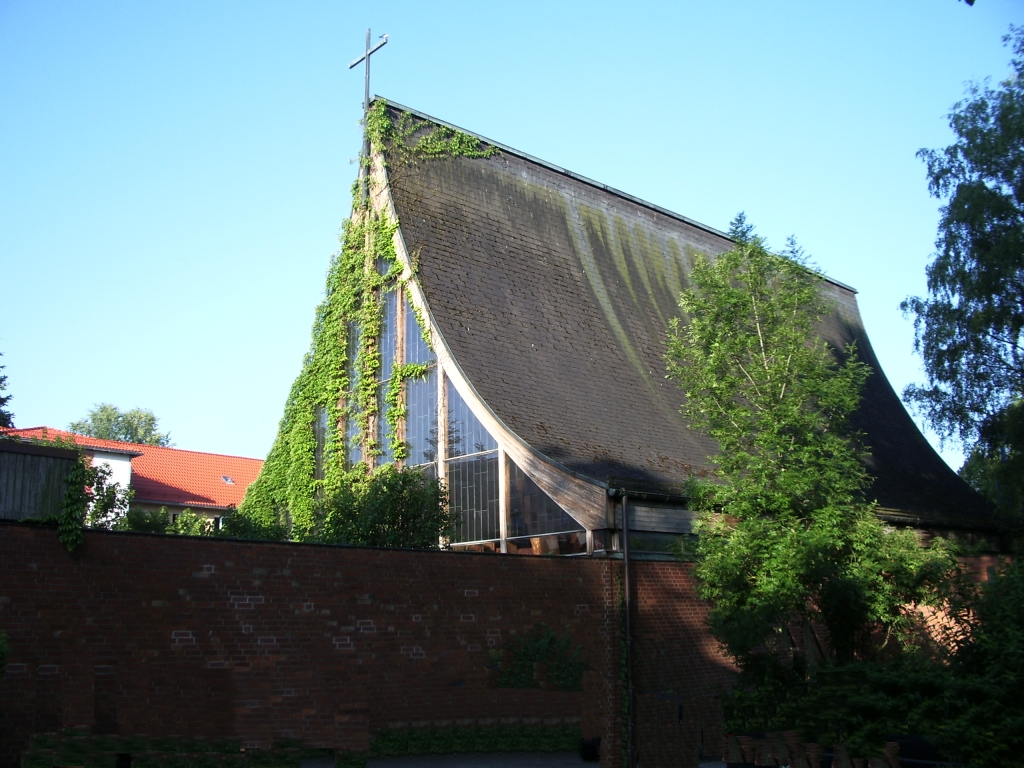
Erlöserkirche in Erding, zicht vanuit het noordoosten

Hans-Busso (Arthur Rudolf) von Busse (Oppeln, 7 mei 1930 - München, 7 november 2009) was een Duits architect.
Hij studeerde voor timmerman (1948–1950) en vervolgens voor architect in München en aan het Massachusetts Institute of Technology (MIT) in Cambridge. In 1956 begon hij met een eigen bureau in München en later ook in Düsseldorf. In 1976 werd hij hoogleraar aan de "Universität Dortmund".
Tot zijn bekendste werken behoren kerken, de sanering van het kasteel van Lichtenfels, de uitbreiding van het stadsarchief van München en het nieuwe luchthavengebouw van München.

## Werken

### Gebouwen
- Heilig-Geist-Kirche, Schaftlach, 1961–1966
- Erlöserkirche, Erding, 1963
- Appartementsgebouw, München-Schwabing, 1970–1972
- Luchthaven Franz-Josef-Strauß, München-Erding, 1987–1992
- Uitbreiding Stadsarchief, München, 1990
- Gnadenkirche,Würzburg-Sanderau, 1990
- Berufsbildungswerk für Blinde und Sehbehinderte, Soest, 1991
- Stadtschloß, Lichtenfels, 1992
- Cultureel centrum, Witten, 1995
- Kloosterkapel, Frenswegen, 1996

### Geschriften
- Wahrnehmungen. Standpunkte zur Architektur, ISBN 3782816064
- Gedanken zum Raum, Wege zur Form. Concepts of Space, Paths to Form., Krämer Stuttgart 2000, ISBN 3782816110
- Atlas Flache Dächer. Nutzbare Flächen., Birkhäuser Verlag 2000, ISBN 3764363045, met Nils V. Waubke, Rudolf Grimme

- Bibsys: 1068970
- Gemeinsame Normdatei: 119536889
- International Standard Name Identifier: 0000 0001 1488 3447
- Library of Congress Control Number: n87902672
- Nationale Bibliotheek van Israël: 987007346663205171
- Nederlandse Thesaurus van Auteursnamen: 314821295
- Système universitaire de documentation: 262155079
- Union List of Artist Names: 500022116
- Virtual International Authority File: 18034096
- WorldCat: E39PBJv4mWFxPhRDw3gQTbJxDq